# Free Mobile Réunion
Free Mobile Réunion est un opérateur de télécommunications français filiale du groupe Iliad. Lancé le 4 juillet 2017, il constitue la première implantation de Free en tant qu'opérateur de téléphonie mobile en outre-mer, à La Réunion dans un premier temps, à travers la société Telco OI dont Iliad est propriétaire.

## Histoire
En 2015, le groupe Iliad rachète 50 % des parts de Telco OI, filiale de l'opérateur malgache Axian et qui opère à La Réunion et à Mayotte sous la marque Only, annonçant alors l'arrivée à terme d'une offre Free Mobile sur ces deux îles en lieu et place d'Only,.
L'opérateur est officiellement lancé le 4 juillet 2017, avec pour objectif de bouleverser le marché de la téléphonie mobile sur l'île de La Réunion. 
Le forfait intègre, à son lancement, 25 Go de Data en 4G+. Deux ans après, le quota passe à 50 Go, sans supplément de prix.
Lancé dans un premier temps à La Réunion, Free Mobile s'étendra ensuite à Mayotte, autre département où TELCO OI est présent.
Après s’être lancé dans le mobile il y a plus de 2 ans à La Réunion, Free (Telco OI) va lancer la construction d'un tout nouveau siège social sur l'île (SEPIA - siège O.T Free).

## Déploiement du réseau
Le 4 juillet 2017, L'opérateur revendique une couverture de 98 % de la population de l'île en 4G/4G+. Son réseau s'appuie sur celui d'Only, opérateur en partie détenu par Iliad à travers Telco OI.

Le 31 mars 2019, le site monreseaumobile.fr de l'ARCEP indique une couverture 4G/4G+ de 99 % de la population et une couverture de 82 % de la surface de l'île de La Réunion.

## Positionnement commercial
La particularité de Free à La Réunion, par rapport à ses concurrents locaux et à Free Mobile en métropole, est de ne proposer qu'un seul forfait, moins cher qu'en métropole, alors que les opérateurs ultra-marins sont bien plus chers.

## Les bureaux et boutiques Free Mobile Réunion
Comme en métropole avec Free Mobile, l'opérateur dispose de 17 boutiques nommées « Free Center».
Boutiques qui commercialisent :
- Les forfaits TELCO OI (ex-Only) avec engagement et subvention de mobile,

- Le forfait unique Free 50 Go à 9 € 99 sans engagement et sans mobile (disponible sur borne uniquement).